# Teorema de multiplicación
En matemática, el teorema de multiplicación es un cierto tipo de identidad que es obedecida por muchas funciones especiales relacionadas con la función gamma. Para el caso explícito de la función gamma, la identidad es un producto de los valores, de ahí el nombre. Las diversas relaciones que todas esta identidades tienen vienen del mismo principio subyacente, es decir, la relación de una función especial se puede derivar de la de las demás, y es simplemente una manifestación de la identidad misma de diferentes formas.

## Función Gamma
La fórmula de duplicación y el teorema de multiplicación de la función gamma son los prototipos de ejemplos. La fórmula de duplicación de la función gamma es
{\displaystyle \Gamma (z)\;\Gamma \left(z+{\frac {1}{2}}\right)=2^{1-2z}\;{\sqrt {\pi }}\;\Gamma (2z).\,\!}
Es también comúnmente llamada fórmula de duplicación de Legendre o relación de Legendre, en honor a Adrien-Marie Legendre. El teorema de multiplicación es
{\displaystyle \Gamma (z)\;\Gamma \left(z+{\frac {1}{k}}\right)\;\Gamma \left(z+{\frac {2}{k}}\right)\cdots \Gamma \left(z+{\frac {k-1}{k}}\right)=(2\pi )^{\frac {k-1}{2}}\;k^{1/2-kz}\;\Gamma (kz)\,\!}
para enteros k ≥ 1, y suele ser conocido también como fórmula de multiplicación de Gauss, en honor a Carl Friedrich Gauss. El teorema de multiplicación para las funciones gammas puede ser entendido como un caso especial, para el carácter trivial, de la fórmula de Chowla–Selberg.